# Британская почта за границей
Британская почта за границей — сеть британских почтовых отделений, которые учреждались Великобританией в иностранных государствах и на оккупированных территориях с целью обеспечения почтовой связи в условиях отсутствия или ненадёжности местной почты.

## Общий обзор
За свою историю Великобритания вводила почтовое обслуживание во многих странах мира как в мирное, так и в военное время. В связи с этим часто прибегали к местным надпечаткам на британских стандартных марках.
Великобритания открывала множество почтовых отделений за границей, в том числе в таких государствах, как Аргентина, Перу, Чили и др. Как правило, в этих отделениях использовались марки Великобритании, которые гасились почтовыми штемпелями, специфическими для конкретной местности. Обычно таковыми были номерные штемпели овальной формы, например, «C30» — Вальпараисо (Чили), «C82» — Рио-де-Жанейро (Бразилия) и др.
Ниже приводится перечень ряда администраций или отделений британской почты за границей, включая британскую консульскую почту, отсортированный в алфавитном порядке по названиям регионов, стран и территорий:
- Африка: британская военная почта в Африке (англ. British military post offices in Africa — различные выпуски).
- Бангкок: британская почта в Бангкоке (British post office in Bangkok — 1882—1885).
- Багдад: британская почта в Багдаде (британская оккупация; British post in Baghdad (British Occupation) — только 1917).
- Батум: британская почта в Батуме (британская оккупация; British post in Batum (British Occupation) — 1919—1920).
- Бейрут: британская почта в Бейруте[англ.] (British post in Beirut (British Post Office) — 1873—1914)[2][4].
- Ближний Восток: почта Ближневосточных сухопутных войск[англ.] (Postage of the Middle East Forces (MEF) — 1942—1947).
- Бушир: британская почта в Бушире (британская оккупация; British post in Bushire (British Occupation) — только 1915).
- Восточная Аравия: британская почта в Восточной Аравии (почтовые агентства; British postal agencies in Eastern Arabia — 1948—1966)[2].
- Восточная Африка: почта Восточноафриканских сухопутных войск[англ.] (Postage of the East Africa Forces — 1943—1948).
- Германская Восточная Африка: британская почта в Германской Восточной Африке[англ.] (британская оккупация; British post in German East Africa (British Occupation) — только 1917).
- Египет: британская почта в Египте[англ.] (британские войска; British post in Egypt (British Forces) — 1932—1943).
- Ирак: британская почта в Ираке (британская оккупация; British post in Iraq (British Occupation) — 1918—1923).
- Камерун: британская почта в Камеруне (британская оккупация; British post in Cameroons (British Occupation) — только 1915).
- Китай: британская почта в Китае[1] (British post offices in China — 1844—1930).➤
- Китай: почта Британской железнодорожной администрации в Китае (China (British Railway Administration) — только 1901).
- Крит: британская почта на острове Крит (British post in Crete (British Post Offices) — 1898—1906)[1][2].
- Левант: британская почта в странах Леванта[2].
- Лонг-Айленд (Узунада): британская почта на острове Лонг-Айленд (Турция, британская оккупация; British post in Long Island (British Occupation) — только 1916)[5].
- Мадагаскар: британская почта на Мадагаскаре (британская консульская почта; British post in Madagascar (British Consular Mail) — 1884—1896)[1][2].
- Малайя: почта Британской военной администрации в Малайе (British post in Malaya (British Military Administration) — 1945—1948)[2].
- Марокко: британская почта в Марокко (почтовые агентства; British post offices in Morocco — 1857—1957)[1].➤
- Мафия британская почта на острове Мафия (британская оккупация; British post in Mafia Island) — 1915—1916).
- Османская империя: британская почта в Османской империи (British post offices in the Turkish Empire — 1832—1923)[1][2].➤
- Салоники: британская полевая почта в Салониках (British post in Salonika (British Field Office) — только 1916)[1][2].
- Саравак: почта Британской военной администрации в Сараваке (British post in Sarawak (British Military Administration) — только 1945)[2].
- Северное Борнео: почта Британской военной администрации на Северном Борнео (British post in North Borneo (British Military Administration) — только 1945)[2].
- Сомали: британская почта в Сомали (британская администрация; British post in Somalia (British Administration) — только 1950).
- Сомали: почта Британской военной администрации в Сомали (Somalia (British Military Administration) — 1948—1950)[2].
- Танжер: британская почта в Танжере (British post in Tangier — 1927—1957)[1].
- Триполитания: британская почта в Триполитании (британская администрация; British post in Tripolitania (British Administration) — 1950—1952).
- Триполитания: почта Британской военной администрации в Триполитании (Tripolitania (British Military Administration) — 1948—1950)[2].
- Эритрея: британская почта в Эритрее (британская администрация; British post in Eritrea (British Administration) — 1950—1952).
- Эритрея: почта Британской военной администрации в Эритрее (Eritrea (British Military Administration) — 1948—1950)[2].
- Юго-Восточная Азия (Британская военная администрация): почта Британской военной администрации в Юго-Восточной Азии (British Military Administration (BMA) — после окончания Второй мировой войны)[2].
- Япония: британская почта в Японии (Japan (British Post Offices) — 1859—1879).
- Япония: то же (оккупация Британским содружеством; British post in Japan (British Commonwealth Occupation) — 1946—1949).

## Примеры британских отделений за границей

### Британская консульская почта
Начиная с 1814 года при зарубежных консульствах Великобритании организовывались почтовые отделения, известные по использовавшимся ими почтовым штемпелям и маркам.

### Османская империя
В Османской империи британские почтовые отделения начали действовать с 1832 года и просуществовали до 1923 года.

### Китай
Великобритания содержала почтовые заведения в различных населённых пунктах Китая с 1844 по 1930 год.

### Марокко
На территории Марокко почтовые отделения Великобритании функционировали на протяжении ста лет, в период с 1857 по 1957 год.